# Roberto Brookes
Roberto Leonardo Brookes – piłkarz argentyński, napastnik (lewoskrzydłowy).
W 1956 roku Brookes grał w barwach klubu Chacarita Juniors. Jako piłkarz Chacarita Juniors był w kadrze reprezentacji podczas turnieju Copa América 1957, gdzie Argentyna zdobyła tytuł mistrza Ameryki Południowej. Brookes nie zagrał w żadnym meczu. W reprezentacji zadebiutował tuż po zakończonym turnieju – 9 kwietnia 1957 roku w Limie w meczu przeciwko Peru.
Wciąż jako gracz klubu Chacarita Juniors wziął udział w turnieju Copa América 1959, gdzie Argentyna ponownie zdobyła mistrzostwo Ameryki Południowej. Brookes zagrał tylko w końcówce meczu z Paragwajem – w 86 minucie zastąpił na boisku Raúla Beléna.
Wziął udział w turnieju Copa del Atlántico 1960, gdzie Argentyna zajęła drugie miejsce. Brookes zagrał tylko w meczu z Urugwajem.
W Chacarita Juniors Brookes grał jeszcze początku 1963 roku, ale wkrótce występował już w klubie CA Huracán, gdzie grał do końca 1965 roku.
Brookes w reprezentacji Argentyny rozegrał 7 meczów i zdobył 1 bramkę.